# Croteam
Croteam Ltd. はクロアチアのザグレブに拠点を置くコンピュータゲーム開発企業。1993年に設立された同社はファーストパーソン・シューティングゲームシリーズ『Serious Sam』の開発で最もよく知られている。

## 歴史

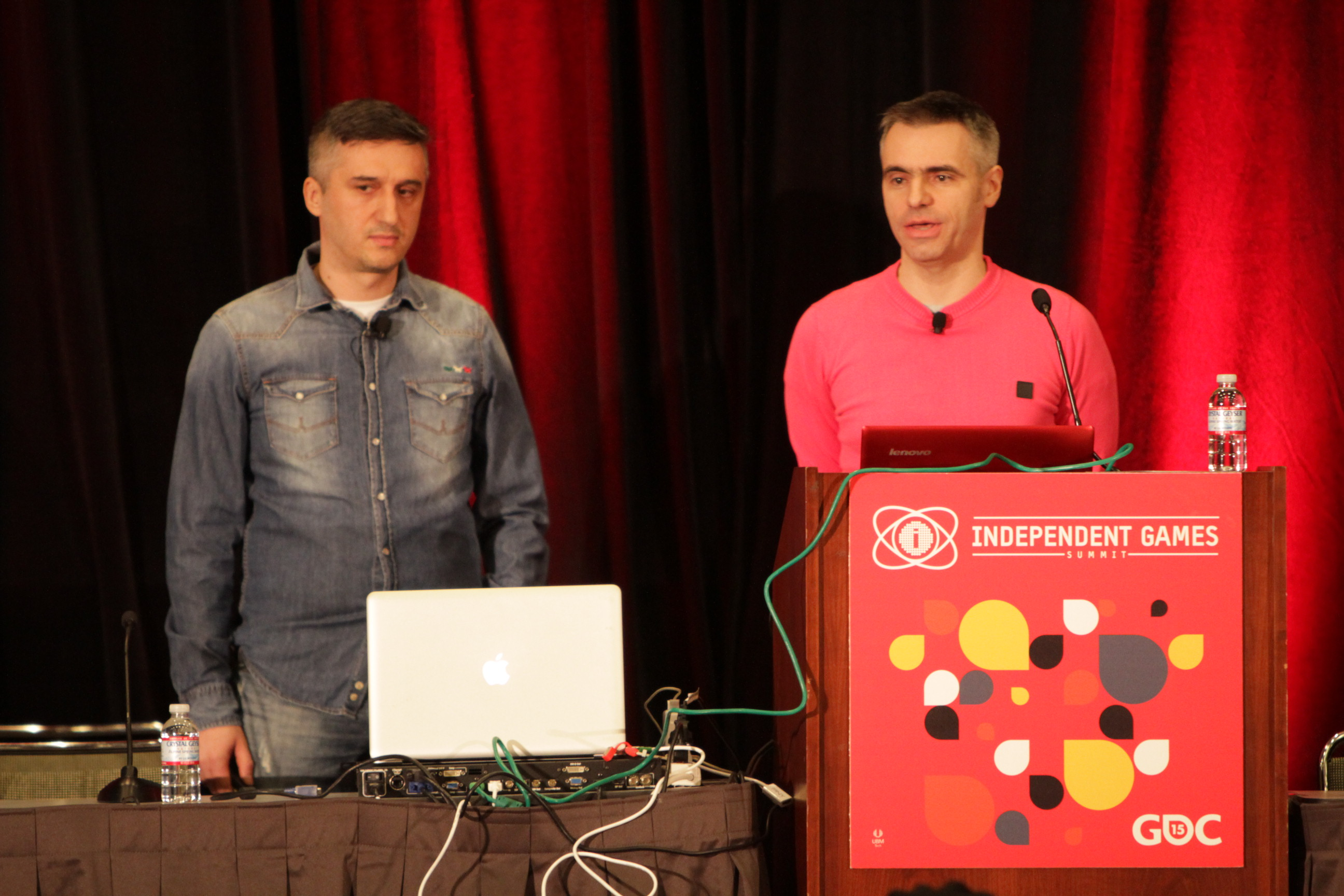
Game Developers Conference 2015でのCCOのダヴォール・ハンスキ(左)とCTOのアレン・ラダヴァック

Croteamは1993年に「ガレージゲーム」の会社として設立された。 同社は6人で設立され、クロアチアのザグレブに拠点を置いている 。彼らの最初のビデオゲームは『Football Glory』で、1994年にAmiga 500とAmiga 1200プラットフォーム用に「Black Legend」によって発売され、その後1995年にはPC用に発売された。「Sensible Software」はFootball Gloryは同社のコンピュータゲーム『Sensible Soccer』のクローンであると主張しCroteamに対する訴訟を警告した。Croteamは作品のさらなる開発を中止し、1998年にフリーウェアとしてリリースした 。彼らの第二の開発ゲーム「Save the Earth」は、クロアチアのTVシリーズに基づいた子供向けのゲームで、Amiga 4000向けに発売された。1年後、CroteamはAmiga500とAmiga1200向けのFootball Gloryの屋内サッカー版「5-A-Side Soccer」の開発を終了した。
数年の中断を経て、Serious Samシリーズの最初のタイトル、『Serious Sam：The First Encounter』が2001年に発売され、続いて2002年に続編の『Serious Sam：Second Encounter』が発売された。両方のSerious Sam作品はWindowsで発売開始され、Croteamの社内製エンジンのSerious Engineを利用していた。 2002年には、Xbox用のSerious Samがリリースされた。XBox版は複数の追加動画、更新されたスコアシステム、コンボ、マルチキル、自動照準、およびその他のコンソール特有の機能を持つ二つのゲームで構成されていた 。2005年10月11日にSerious Engine 2を使用したPCとXbox向けの続編『Serious Sam 2』がリリースされた。
2007年にオリジナルの前日譚『Serious Sam 3: BFE』の開発がスタートした。2010年、Croteamは、改良されたテクスチャとモデル、強化されたエンジン、UIとオーディオ、および追加機能を備えた元のSerious SamゲームのHDリメイク版をリリースした。『Serious Sam 3：BFE』は2011年11月にWindows用に発売され、その後にOS XとLinux版も発売された。『Serious Sam 3：BFE』のXbox 360版は、2012年9月にXbox Live Arcadeでリリースされ、その後2014年3月にPlayStation Network経由でPlayStation 3用に発売された。2014年12月、CroteamはMicrosoft Windows、OS X、Linux用の一人称パズルゲーム『Talos Principle』をリリースした。
2020年10月21日、北米のパブリッシャーのDevolver DigitalはCroteamを買収したと発表した（買収金額や買収の終了時期は不明）。

## 開発作品
- Football Glory (1994)
- Save the Earth (1995)
- Inordinate Desire (1995)
- Five-A-Side Soccer (1998)
- Serious Sam: The First Encounter (2001)
- Serious Sam: The Second Encounter (2002)
- Serious Sam 2 (2005)
- Serious Sam HD: The First Encounter (2009)
- Serious Sam HD: The Second Encounter (2010)
- Serious Sam 3: BFE (2011)
- The Talos Principle (2014)
- Serious Sam VR: The Last Hope (2016, Steam Early Access)
- Serious Sam VR: The First Encounter (2017)
- Serious Sam VR: The Second Encounter (2017)
- Serious Sam 4 (2020)[7]
- The Talos Principle 2 (2023)[8]
- The Talos Principle: Reawakened (2025)